# Eleutherodactylus coqui
Eleutherodactylus coqui is een kikker uit de familie Eleutherodactylidae (vroeger: Brachycephalidae). De soort werd voor het eerst wetenschappelijk beschreven door Thomas in 1966.

## Uiterlijke kenmerken
Eleutherodactylus coqui wordt ongeveer 4 tot 5 centimeter lang en lijkt wat op een boomkikker vanwege de egale kleur en vrij gladde huid, meestal is de kleur bruin tot grijs; groene kleuren komen niet vaak voor omdat deze soort meer op de bodem leeft, en niet in bomen tussen de bladeren. Kenmerkend zijn de vergrote tympana (trommelvliezen) die in een kleine groef liggen onder de parotoïdengifklier.

## Voorkomen
Deze soort komt van nature voor in Puerto Rico, maar is ook in het zuidoostelijke deel van de Verenigde Staten en in Hawaï terechtgekomen. Het is bewezen dat de kikker via de import van bromelias is verspreid. De habitat bestaat uit bossige streken, van bergwouden tot tropisch regenwouden met hagen, kelkvormende planten waar water in blijft staan, onder stenen en tussen de bladeren in de bladlaag, deze soort is nachtactief. Het voedsel bestaat uit allerlei insecten en geleedpotigen.

## Voortplanting
De soortnaam is afgeleid van de roep; de mannetjes maken een co-qui-achtig geluid. De lokroep van de mannetjes is bij alle soorten uit het geslacht Eleutherodactylus berucht vanwege de hoge en vooral harde tonen. Deze soort kan op een afstand van een halve meter een geluid produceren van 100 decibel. Een groep mannetjes vlak bij elkaar versterken elkaar waardoor het geluid ondraaglijk wordt als men te dichtbij komt.
Eleutherodactylus coqui is niet afhankelijk van oppervlaktewater zoals veel amfibieën; de eitjes worden op de bodem afgezet en bewaakt door het mannetje. Enige voorwaarde is dat het niet te droog is. Na enkele weken komen er direct volgroeide kikkertjes uit; er is geen vrijzwemmend larvestadium en de kikkervisjes ontwikkelen zich volledig in het ei.